# Dungeon Scroll
Dungeon Scroll is een puzzel videospel met een RPG thema, ontwikkeld door Seth Robinson van Robinson Technologies. Het spel is in 2003 uitgebracht en een speciale Gold Edition werd in november 2005 uitgebracht. De huidige versie 2.00b werd op 17 maart 2006 uitgebracht.

## Gameplay
De speler krijgt een aantal letters om woorden te creëren en daarmee vijandelijke monsters in zogeheten dungeons aan te vallen. Hoe langer een woord, hoe meer schade er wordt gedaan aan de tegenstander. Zowel de speler als de vijanden hebben een bepaalde hoeveelheid levenspunten die minder wordt bij elke aanval. In elke dungeon zijn er een aantal vijanden die verslagen moeten worden voordat de speler verder kan naar de volgende dungeon. Wanneer de speler geen levenspunten meer heeft, is het spel voorbij.
Er zijn in totaal 25 dungeons die de speler kan bezoeken. Op een overzichtskaart wordt de vordering van de speler door de dungeons bijgehouden. De beste scores van de speler worden opgeslagen en ze kunnen ook opgestuurd worden naar de website van Robinson Technologies voor vermelding in een wereldwijde ranglijst. Deze lijst kan in het spel bekeken worden.

### Speciale letters/aanvallen
Naast letters krijgt de speler af en toe ook speciale letters/aanvallen die bijvoorbeeld meer schade doen:
- +10: 10 extra schade wanneer deze letter gebruikt wordt in een woord.
- 2x, 3x: Het woord waarin deze letter gebruikt wordt, doet twee of drie keer zoveel schade.
- Heal 5: De speler krijgt 5 levenspunten erbij en daarmee ook wat extra tijd om een woord te creëren.
- Oracle: Het spel geeft het beste woord dat de speler op dat moment kan maken.
- Refresh: De basisletters worden vervangen door nieuwe letters.

Soms komt de speler een sterkere tegenstander tegen met meer levenspunten die moeilijker te verslaan zijn. Na het verslaan van zo'n tegenstander kan de speler kiezen uit een speciale bonus zoals meer levenspunten, het verminderen van de levenspunten van de tegenstanders of een grotere kans op het verkrijgen van speciale letters.